# El hombre de las mil caras
El hombre de las mil caras is een Spaanse film uit 2016, geregisseerd door Alberto Rodríguez Librero.

## Verhaal
Francisco Paesa (Eduard Fernández) - een voormalig geheim agent die een cruciale rol heeft gespeeld in de strijd tegen de terreurgroep ETA - wordt opgepakt door zijn eigen regering en is genoodzaakt Spanje te verlaten. Wanneer hij terugkeert naar Spanje, krijgt hij bezoek van de van corruptie verdachte voormalige politiecommissaris Luis Roldán. Luis Roldán wil Francisco inhuren om hem en zijn verduisterde geld te beschermen.

## Rolverdeling
| Acteur                | Personage               |
| --------------------- | ----------------------- |
| Eduard Fernández      | Francisco Paesa         |
| José Coronado         | Jesús Camoes            |
| Carlos Santos         | Luis Roldán             |
| Marta Etura           | Nieves Fernández Puerto |
| Luis Callejo          | Juan Alberto Belloch    |
| Emilio Gutiérrez Caba | Osorno                  |
| Enric Benavent        | Casturelli              |
| Pedro Casablanc       | Abogado de Paesa        |
| Alba Galocha          | Beatriz                 |
| Jimmy Shaw            | Inversor                |
| Santiago Molero       | Inversor                |
| Tomás de Estal        | Bermejo                 |
| Israel Elejalde       | González                |
| Philippe Rebbot       | Jean-Pierre Pinaud      |

## Ontvangst

### Recensies
Op Rotten Tomatoes geeft 83% van de 6 recensenten de film een positieve recensie, met een gemiddelde score van 8/10.

### Prijzen en nominaties
De film werd genomineerd voor 11 Premios Goya, waarvan de film er twee won.
| Jaar | Prijs                           | Categorie                         | Genomineerde                                        | Resultaat   |
| ---- | ------------------------------- | --------------------------------- | --------------------------------------------------- | ----------- |
| 2016 | San Sebastián (64ste editie)    | Gouden Schelp voor beste film     | El hombre de las mil caras                          | Genomineerd |
| 2016 | San Sebastián (64ste editie)    | Zilveren Schelp voor beste acteur | Eduard Fernández                                    | Gewonnen    |
| 2017 | Premios Goya (31ste uitreiking) | Beste film                        | El hombre de las mil caras                          | Genomineerd |
| 2017 | Premios Goya (31ste uitreiking) | Beste regisseur                   | Alberto Rodríguez Librero                           | Genomineerd |
| 2017 | Premios Goya (31ste uitreiking) | Beste acteur                      | Eduard Fernández                                    | Genomineerd |
| 2017 | Premios Goya (31ste uitreiking) | Beste debuterend acteur           | Carlos Santos                                       | Gewonnen    |
| 2017 | Premios Goya (31ste uitreiking) | Beste bewerkt scenario            | Alberto Rodríguez Librero                           | Gewonnen    |
| 2017 | Premios Goya (31ste uitreiking) | Beste montage                     | José M. G. Moyano                                   | Genomineerd |
| 2017 | Premios Goya (31ste uitreiking) | Beste artdirector                 | Pepe Domínguez del Olmo                             | Genomineerd |
| 2017 | Premios Goya (31ste uitreiking) | Beste productiemanager            | Manuela Ocón                                        | Genomineerd |
| 2017 | Premios Goya (31ste uitreiking) | Beste geluid                      | Daniel de Zayas, José Antonio Manovel, César Molina | Genomineerd |
| 2017 | Premios Goya (31ste uitreiking) | Beste grime en haarstijl          | Yolanda Piña                                        | Genomineerd |
| 2017 | Premios Goya (31ste uitreiking) | Beste filmmuziek                  | Julio de la Rosa                                    | Genomineerd |